# 玉出站
玉出站（日语：／ Tamade eki */?）是位於日本大阪府大阪市西成區與住之江區的邊界，屬於大阪市高速電氣軌道（大阪地下鐵）的鐵路車站。本站位於住之江區粉濱西一丁目1-1，站内的設施的大多位於西成區側。車站編號是Y19。

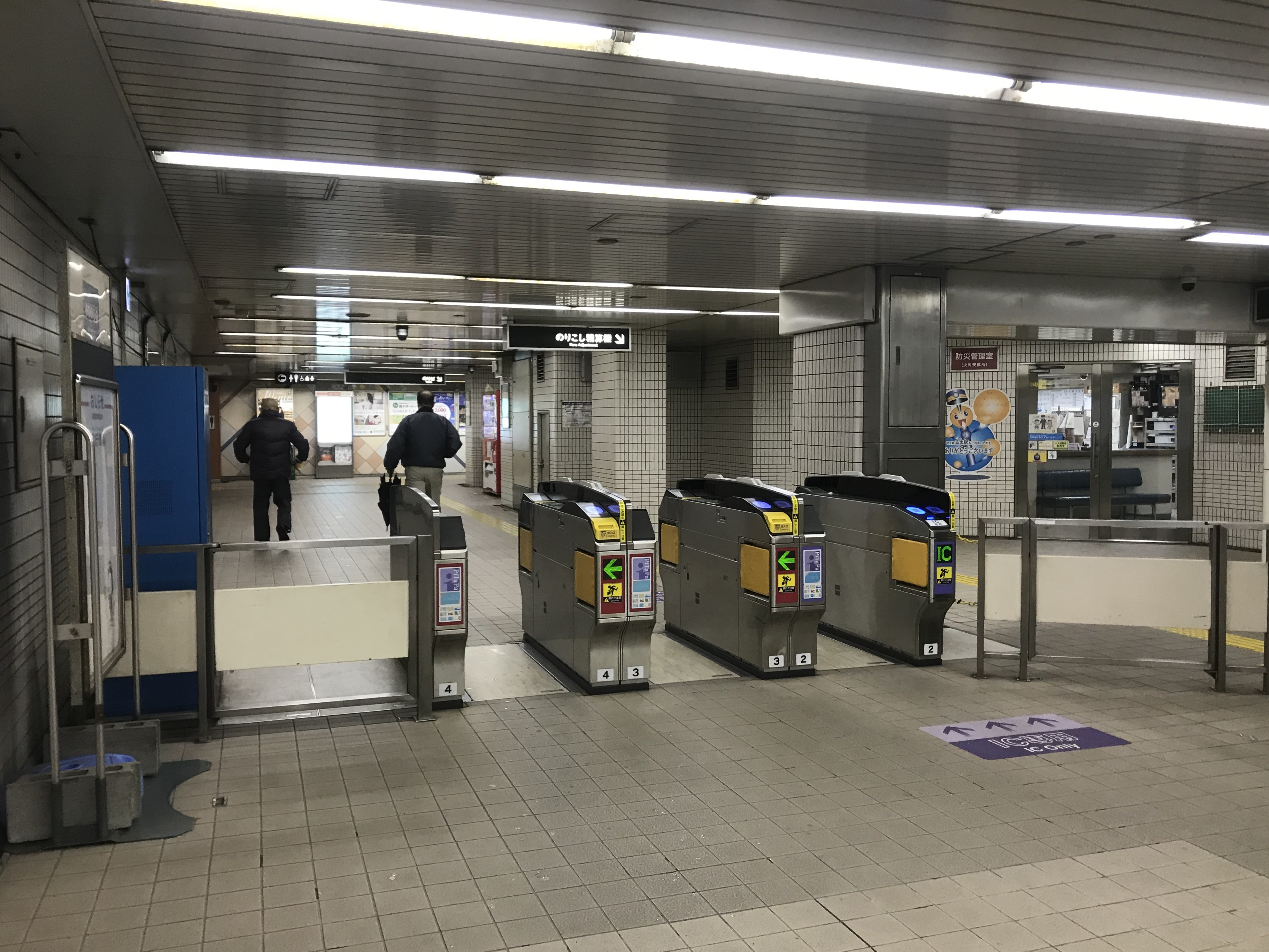
驗票口(2019年1月)

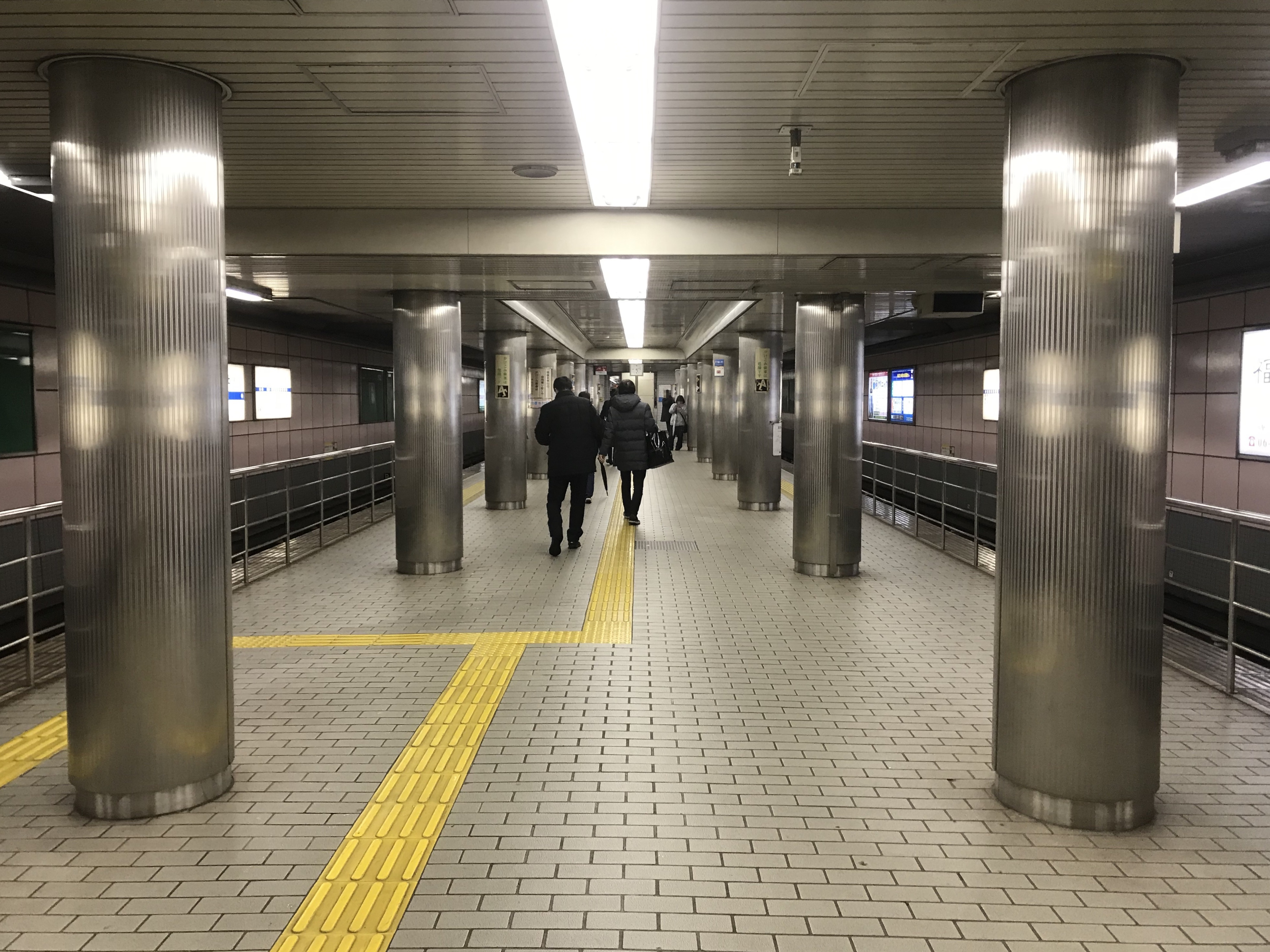
月台(2019年1月)

## 歷史
- 1958年（昭和33年）5月31日 - 3號線（現在的四橋線）的岸里－此站間延伸時開業。起初是南面的終點站。
- 1972年（昭和47年）11月9日 - 四橋線延伸至住之江公園，成為途中站。
- 2018年（平成30年）4月1日 - 大阪市交通局民營化，成為大阪市高速電氣軌道（大阪地下鐵）的車站。

## 車站構造
本站為島式1面2線月台的地下車站，西梅田側設有渡線。

### 月台配置
| 月台 | 路線   | 目的地                   |
| ---- | ------ | ------------------------ |
| 1    | 四橋線 | 住之江公園方向           |
| 2    | 四橋線 | 大國町、難波、西梅田方向 |

## 利用狀況
2018年11月13日的1日上下車人次為20,183人（上車人次：10,132人，下車人次：10,051人）。四橋線不與其他路線轉乘的車站當中僅次於北加賀屋站排行第2位。但是與北加賀屋站對稱的增加傾向的同時，此站有減少傾向。
| 年度   | 調查日   | 上車人次 | 下車人次 | 上下車人次 |
| ------ | -------- | -------- | -------- | ---------- |
| 1990年 | 11月06日 | 13,198   | 12,626   | 25,824     |
| 1995年 | 2月15日  | 11,254   | 10,659   | 21,913     |
| 1998年 | 11月10日 | 11,059   | 11,020   | 22,079     |
| 2007年 | 11月13日 | 10,940   | 10,359   | 21,299     |
| 2008年 | 11月11日 | 10,846   | 10,274   | 21,120     |
| 2009年 | 11月10日 | 10,529   | 10,018   | 20,547     |
| 2010年 | 11月09日 | 10,398   | 9,863    | 20,261     |
| 2011年 | 11月08日 | 10,490   | 10,083   | 20,573     |
| 2012年 | 11月13日 | 10,364   | 9,980    | 20,344     |
| 2013年 | 11月19日 | 10,260   | 9,950    | 20,210     |
| 2014年 | 11月11日 | 10,207   | 9,878    | 20,085     |
| 2015年 | 11月17日 | 10,262   | 9,986    | 20,248     |
| 2016年 | 11月08日 | 9,994    | 9,769    | 19,763     |
| 2017年 | 11月14日 | 10,023   | 9,854    | 19,877     |
| 2018年 | 11月13日 | 10,132   | 10,051   | 20,183     |

## 相鄰車站
大阪市高速電氣軌道（大阪地下鐵）
 四橋線
岸里（Y18）－玉出（Y19）－北加賀屋（Y20）

## 外部連結
- 車站Guide：玉出 - Osaka Metro